# اسکار فیگوروا
اُسکار فیگوروا (به اسپانیایی: Óscar Figueroa) زاده ۲۷ آوریل ۱۹۸۳ در ساراگوسا است. او وزنه بردار کشور کلمبیا است.